# Scriptorie

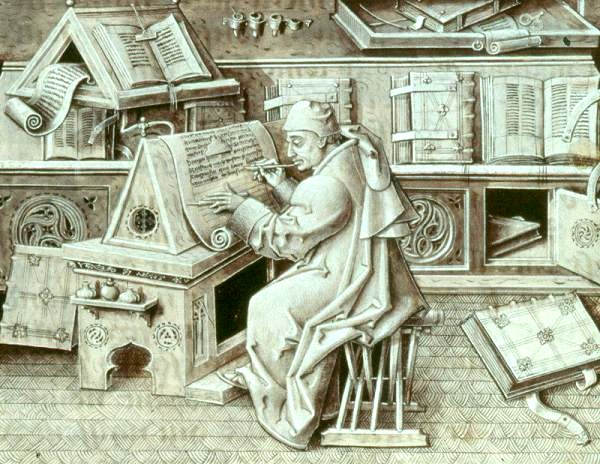
Jean Miélot lucrând într-o scriptorie.

O scriptorie (sau scriptoriu) era un atelier de copiști, de obicei dintr-o mănăstire, din Evul Mediu. Dar săpături arheologice, cronici scrise și clădiri care au supraviețuit arată că contrar crezului popular, astfel de ateliere erau foarte rare, scribii lucrând de obicei în celulele proprii. Astfel, „scriptorie”, în sensul mai larg al cuvântului înseamnă totalitatea operei scrisă la o anumită mănăstire decât într-un spațiu fizic din cadrul mănăstirii.
Când bibliotecile monastice au început să apară în Europa la începutul secolului al VI-lea (prima scriere monastică este din anul 517 d.H.), au definit cultura literară, prezervând, selectiv, istoria literară a Occidentului.
În interiorul scriptoriilor era de obicei o diviziune a muncii: unii călugări pregăteau pergamentul dând suprafața cu cretă, alții liniau pergamentul și scriau textul, iar alții iluminau textul. Câteodată un călugăr făcea toate aceste lucruri singur.
Începând cu secolul al XIII-lea, producția scriptoriilor monastice a început să scadă ca volum, deoarece au început să apară și unele scriptorii laice. Apoi au urmat librăriile urbane (ca. 1250), iar când tipăritul a fost inventat în ultimul sfert de veac al secolului al XV-lea, aceste librării înlocuiseră practic scriptoriile ca surse de cărți.